# CFKM-DT
CFKM-DT est une station de télévision québécoise de langue française située dans la ville de Trois-Rivières appartenant à Bell Média et faisant partie du réseau Noovo.

## Histoire
CFKM a été lancé le 7 septembre 1986 en tant qu'affiliée au réseau TQS par Télévision St-François, devenu Cogeco Radio-Télévision en 1992. Elle est devenue une station propriétaire lorsque Cogeco a fait l'acquisition du réseau TQS en 2001, puis elle a été rachetée par Remstar en 2008. TQS est devenu V le 31 août 2009. V est devenu Noovo le 31 août 2020.

## Télévision numérique terrestre et haute définition
Un signal haute définition de CFKM a été distribué par câble en 2011, remplaçant celui de Montréal.
CFKM est devenue la première station au Canada à éteindre son antenne analogique au début du mois de juillet et est passé au numérique au canal 34 (virtuel 16.1).